# Tim Severin
Tim Severin (n. 25 septembrie 1940, Jorhat⁠(d), India Britanică, India – d. 18 decembrie 2020, County Cork, Munster⁠(d), Irlanda) a fost un explorator, istoric și scriitor britanic. Severin este cunoscut pentru încercările sale de a reface călătoriile legendare ale personalităților istorice. Severin a fost premiat cu Medalia de Aur a Royal Geographical Society și cu Medalia Livingstone a Royal Scottish Geographical Society. El a primit Thomas Cook Travel Book Award pentru cartea Expediția Sindbad (1982).

## Viața și carieră
S-a născut în 1940 în localitatea Assam (India). Severin a învățat la Tonbridge School și a studiat geografia și istoria la Keble College din cadrul Universității Oxford. În 1960, pe când era student, Severin a încercat, împreună cu Stanley Johnson și Michael de Larrabeiti, să refacă drumul lui Marco Polo pe motocicletă. Încercarea a eșuat din cauza problemelor legate de viză la granița cu China.
Ulterior, Severin a recreat o serie de călătorii în scopul de a determina în ce proporție se bazează legendele pe experiențe reale. Pentru a investiga legenda lui Brendan, Severin a lipit 49 de piei de bou, le-a întins pe un cadru de lemn, a făcut rost de un echipaj și în mai 1976 a început să navigheze de pe coasta de vest a Irlandei. Nava, botezată Brendan, a ajuns în Insulele Feroe în iunie și în Islanda în iulie. Brendan a rămas acolo până în mai 1977, când Severin și echipajul său și-au continuat drumul spre vest. În mai puțin de două luni, nava a atins țărmul insulei Terranova.
Pentru a investiga legenda lui Sinbad, Severin a construit o navă tradițională arabă cu velele cusute cu sfoară din nuci de cocos și a navigat din Oman în China. Călătoria, finanțată de sultanul Omanului, Qaboos bin Said, este descrisă în cartea Expediția Sindbad. Cartea sa Expediția Brendan (1978) detaliază refacerea călătoriei pe mare a unui călugăr irlandez din Irlanda către Terranova cu un mic currach din piele.
Severin a scris și ficțiune istorică. Seria Viking, publicată începând din 2005, se referă la un tânăr aventurier viking care călătorește în diferite părți ale lumii. În 2007 a publicat seria Aventurile lui Hector Lynch în care sunt relatate aventurile unui corsar de 17 ani de la sfârșitul secolului al XVII-lea.

## Scrieri

### Ficțiune

#### Seria Viking
- Odinn's Child (2005)
- Sworn Brother (2005)
- King's Man (2005)

#### Aventurile lui Hector Lynch
- Corsair (Corsarul) (2007)
- Buccaneer (2008)
- Sea Robber (2009)

### Non-ficțiune
- Tracking Marco Polo (1964) - călătorie pe motocicletă de la Veneția în Asia Centrală de-a lungul Drumului Mătăsii
- Explorers of the Mississippi (1968)
- The Golden Antilles (1970)
- The African Adventure (1973)
- Vanishing Primitive Man (1973)
- The Oriental Adventure: Explorers of the East (1976) - o istorie a exploratorilor europeni în Asia
- The Brendan Voyage (Expediția Brendan) (1978) - navigare cu un currach din piele din Irlanda până în insula Terranova
- The Sinbad Voyage (Expediția Sindbad) (1983) - navigare cu un dhow arab de la Muscat până în China
- The Jason Voyage: The Quest for the Golden Fleece (Expediția Iason) (1986)  - navigare din Grecia până în Georgia
- The Ulysses Voyage (1987) - navigare de la Troia la Ithaca
- Crusader (1989) - călărirea unui cal din Franța până în Asia Mică
- In Search of Genghis Khan (1991) - vezi Ginghis Han
- The China Voyage (1994) - călătorie prin Oceanul Pacific cu o navă din bambus numită Hsu-Fu
- The Spice Islands Voyage (1997) - vezi Alfred Russel Wallace, o călătorie prin arhipelagul indonezian
- In Search of Moby-Dick (1999) - vezi Herman Melville
- Seeking Robinson Crusoe (sau In Search of Robinson Crusoe [15]) (2002) - vezi Robinson Crusoe

## Premii și onoruri
- Medalia de Aur a Royal Geographical Society
- Medalia Livingstone a Royal Scottish Geographical Society
- Honorary Doctor of Letters, Trinity College, Dublin
- Honorary Doctor of Letters, University College, Cork[16]
- Medalia de Aur a Maritime Institute of Ireland